# Bevagna
Bevagna település Olaszországban, Umbria régióban, Perugia megyében. Lakosainak száma 4797 fő (2023. január 1.). Bevagna Cannara, Foligno, Gualdo Cattaneo, Montefalco és Spello községekkel határos.

## Népesség
A település népessége az elmúlt években az alábbi módon változott:
| Lakosok száma | 5092 | 5013 | 4797 |
|               | 2015 | 2018 | 2023 |